# 2009年H1N1流感大流行墨西哥情況
| 州                                         | 確診病例 | 疑似病例* | 死亡病例* |
| ------------------------------------------ | -------- | --------- | --------- |
| 阿瓜斯卡連特斯州 （）                      |          | 39        | 5(0)      |
| 下加利福尼亞州 （）                        |          | 6         | 1(0)      |
| 南下加利福尼亞州 （）                      |          |           |           |
| 坎佩切州 （）                              |          | 1         |           |
| 恰帕斯州 （）                              |          |           |           |
| 奇瓦瓦州 （）                              |          | 18        |           |
| 科阿韋拉州 （）                            |          | 10        |           |
| 科利馬州 （）                              | 1        |           |           |
| 杜蘭戈州 （）                              |          | 2         |           |
| 瓜納華托州 （）                            |          | 35        | 3(0)      |
| 格雷羅州 （）                              |          | 19        |           |
| 伊達爾戈州 （）                            |          | 23        |           |
| 哈利斯科州 （）                            |          | 30        |           |
| 墨西哥城 （）                              | 83       |           | 7         |
| 墨西哥州 （）                              | 13       |           | 9(0)      |
| 米却肯州 （）                              |          | 28        |           |
| 莫雷洛斯州 （）                            |          | 21        |           |
| 納亞里特州 （）                            |          | 1         |           |
| 新萊昂州 （）                              |          | 53        | 1(0)      |
| 瓦哈卡州 （）                              |          | 53        | 6(0)      |
| 普埃布拉州 （）                            |          |           | 1(0)      |
| 克雷塔羅州 （）                            |          | 3         |           |
| 金塔納羅奧州 （）                          |          |           |           |
| 聖路易斯波托西州 （）                      |          | 76        | 0 (10)    |
| 錫那羅亞州 （）                            |          | 15        |           |
| 索諾拉州 （）                              |          |           |           |
| 塔巴斯科州 （）                            |          |           |           |
| 塔毛利帕斯州 （）                          |          | 48        |           |
| 特拉斯卡拉州 （）                          |          | 35        |           |
| 韋拉克魯斯州 （）                          |          | 38        |           |
| 尤卡坦州 （）                              |          |           |           |
| 薩卡特卡斯州 （）                          |          |           | 1(0)      |
| (*) 不是所有個案確定由H1N1甲型流感所引起。 |          |           |           |

墨西哥的疫情分布
死亡病例
確診病例

2009年墨西哥甲型H1N1流感疫情首例出現於2009年3月18日，但是當時並不明白這是一種新型的流感病毒。疫情首次得到廣泛報導的時間是2009年4月23日晚上11時。4月24日墨西哥當局在60多個死者中，16名的死因確定是新品種的豬流感的感染，其餘44名的死因仍檢測中。當中大部分死者都是年輕的成年人。
4月24日，在墨西哥境內已經發現了81個死亡，病發地區全部集中在墨西哥中部及北部州分。
世界衛生組織確認部分發病個案是由一種從未發現的H1N1變種病毒所引致。
墨西哥衛生部表示已經有1324人因為懷疑感染豬流感而入院治療，其中死亡人數達到81人。4月26日，衛生部長何塞·安赫尔·科尔多瓦·維雅洛博斯博士（Dr. Jose Angel Cordova Villalobos）表示已經有20個經過病毒測試成為確診個案。4月27日，總計有1614個案，死亡人數達103名，400人還在醫院中接受治療。大約3分之2的病人逐漸康復。

## 反應

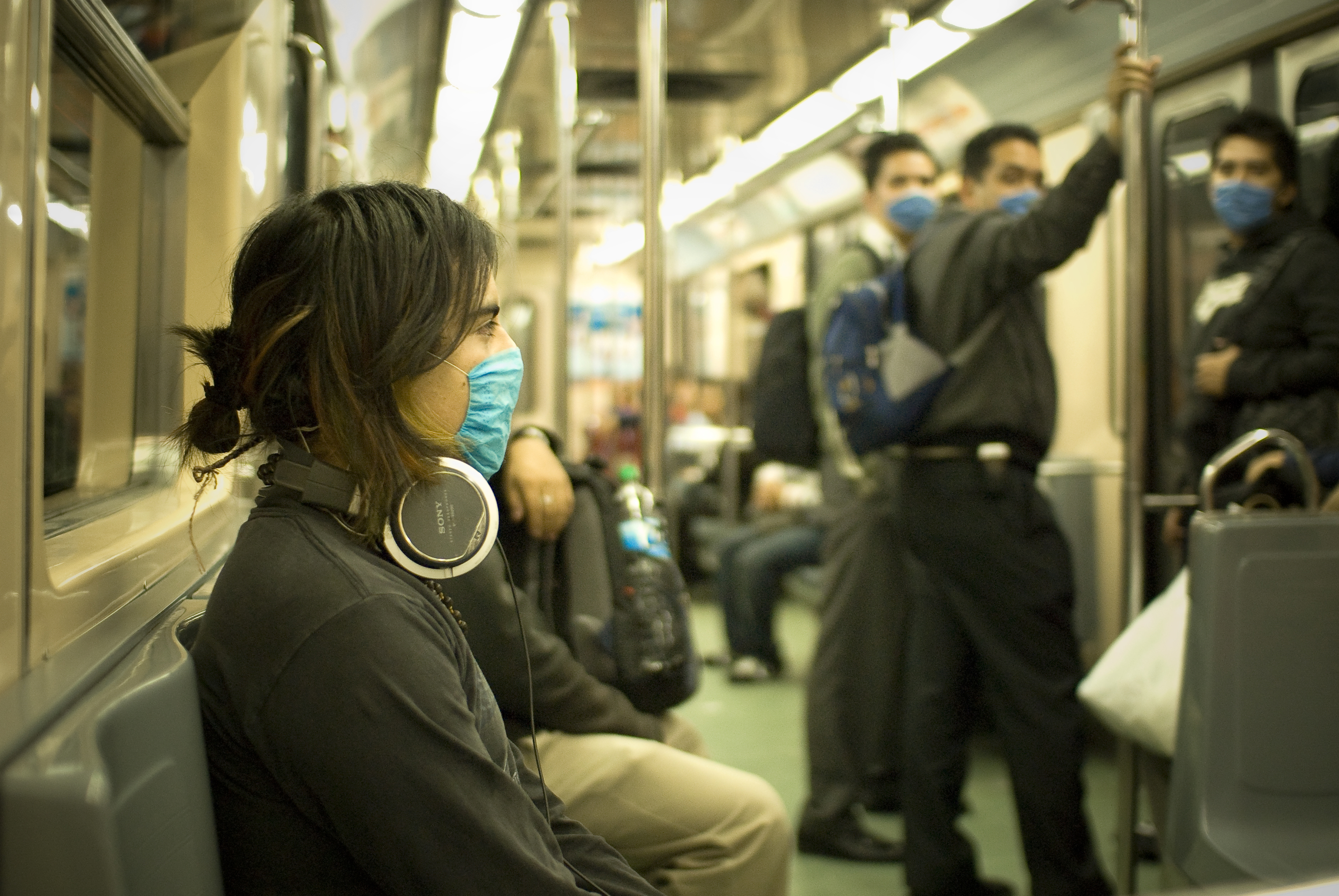
墨西哥城內的市民在乘達公共交通時均帶上口罩

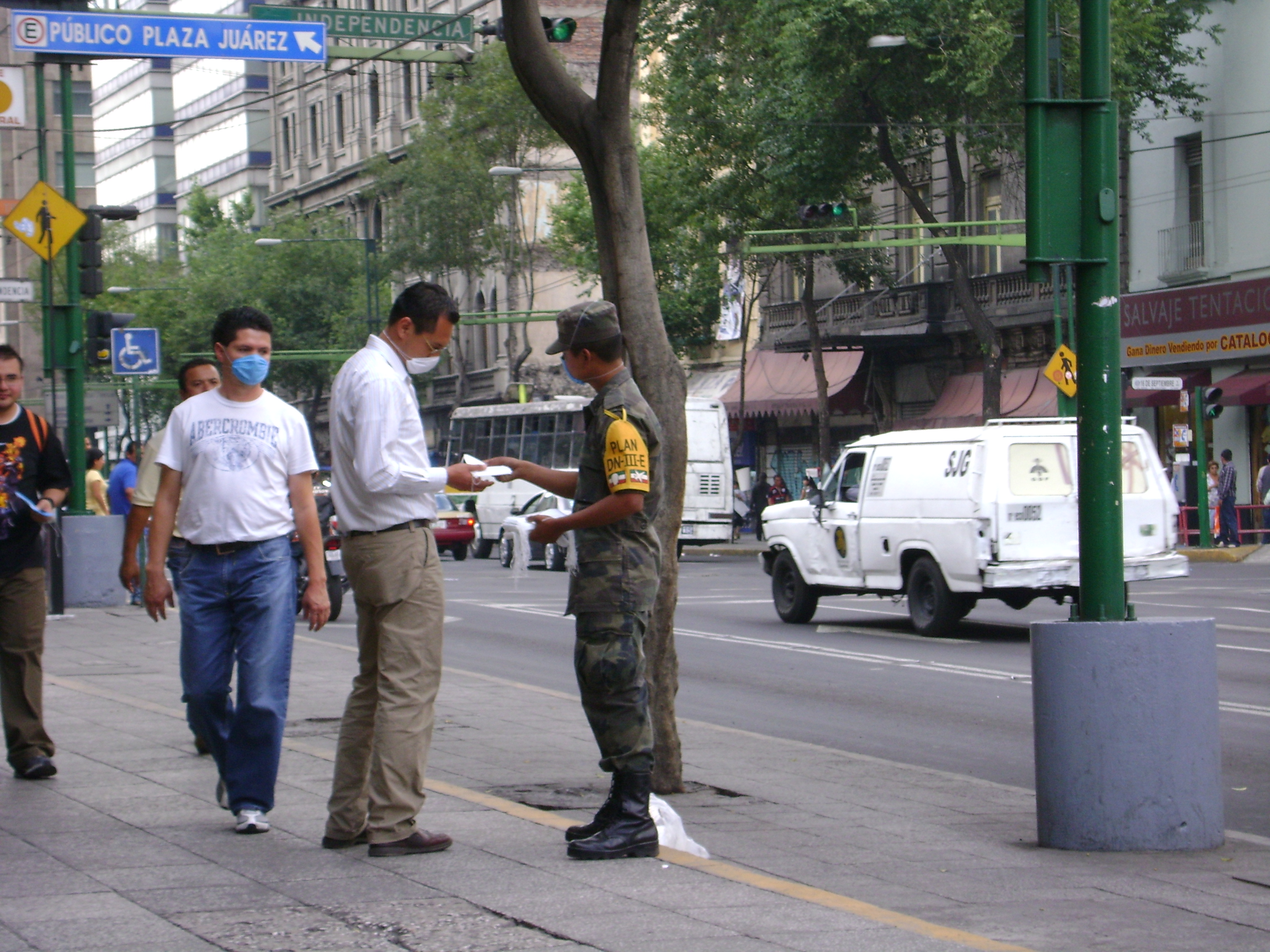
墨西哥士兵在市面上的派發口罩

自從發現首宗豬流感一個月後，墨西哥政府開始在墨西哥城、墨西哥州和聖路易斯波托西州採取措施來減少傳染風險。政府動員數百名士兵和警察在墨西哥城給市民派發600萬個口罩。
當地4月25日，墨西哥總統費利佩·卡爾德龍宣布國家進入緊急狀態，並授權他有權暫停公眾活動和強制進行檢疫。墨西哥政府關閉墨西哥城、墨西哥州、聖路易斯波托西州及其鄰近地方的所有學校、圖書館、博物館、演唱會場地及其他公眾場所，直到5月5日為止。墨西哥城市長厄伯拉特（Marcelo Ebrard）宣布所有公眾活動暫停10日，所有學校均需要停課，並且呼籲所有市民避免握手和親吻，並且要求所有夜店關閉十日以避免病疫進一步擴散。墨西哥城衛生局長艾修德（Armando  Ahued）表示墨西哥城將準備一場大規模緊急接種運動來防治常見於冬天的豬流感。
4月26日，諾沃萊昂州州長Natividad González Parás宣布州內學校停課直到5月6日，並且在機場、中央巴士站設立檢疫制度，在州邊境設立觀測點來為入境人士進行體檢。 所有科阿韋拉州學校在27日28日停課，並有可能在該星期餘下日子維持停課。
4月27日，墨西哥衛生部長柯多瓦（José Ángel Córdova）指出學校可能停課最少一個星期，另外需要10日來觀察病毒演變的情況，並考慮是否需要其他措施。

5月1日，墨西哥衛生部在追查感染源頭時，目前鎖定一名39歲擔任女性稅務員，在4月13日已經病死，是墨西哥流感死亡的首宗病例。該名稅務員古特瑞絲在生前染病期間仍坚持探訪300多個家庭調查稅務事宜。4月10日，她被送進Dr. Aurelio Valdivieso 總醫院，醫生為她注射抗生素後反使病情惡化。4月12日，被送入深切治療室，當時的測試結果顯示她感染了冠狀病毒。13日她便去世。可是，逝世後第二次的冠狀病毒測試報告呈現陰性。後來才能確定是甲型H1N1流感病毒。